# Hydrillodes moloalis
Hydrillodes moloalis là một loài bướm đêm trong họ Noctuidae.